# 砺岘站
礪峴站（朝鲜语：／ Ryŏhyŏn yŏk */?）是位于朝鮮民主主義人民共和國開城市開豐區域的一個鐵路車站。屬於平釜線。

## 历史
- 1923年7月1日，落成使用。

## 邻近车站
平釜线
鸡井站 - 礪峴站 - 开丰站